# Кац, Стивен
Сти́вен Кац (англ. Steven T. Katz; р. 24 августа 1944, Джерси-Сити, США) — американский историк. Директор Центра исследований иудаизма имени Эли Визеля Бостонского университета.

## Биография
Родился 24 августа 1944 года в Джерси-Сити, в штате Нью-Джерси (США).
В 1972 году получил степень доктора философии в Кембриджском университете. Преподавал в Дартмутском колледже в 1972—1984 годах и Корнеллском университете в 1984—1996 годах.
Был редактор журнала «Modern Judaism», а также членом редакционной коллегии «Энциклопедии Холокоста».
Основные темы исследований — мистицизм и еврейская история.

## Научные работы
- Jewish Philosophers (1975)
- Jewish Ideas and Concepts (1977)
- Mysticism and Philosophical Analysis (Oxford University Press, 1978)[2]
- Studies by Samuel Horodezky (Arno Press, 1980)
- Saadiah Gaon (Arno Press, 1980)
- Maimonides: Selected Essays (Arno Press, 1980)
- Collected papers of Jacob Guttmann (Arno Press, 1980)
- Jewish Neo-Platonism (Arno Press, 1980)
- Medieval Jewish Philosophy (Arno Press, 1980)
- Post-Holocaust Dialogues (1984)
- Historicism, the Holocaust and Zionism (1992)
- The Holocaust in Historical Context, Vol. 1 (1994)
- The shtetl: new evaluations (2007)

## Награды
- 1984 — National Jewish Book Award[англ.] за «Post-Holocaust Dialogues»
- 1994 — «Выдающаяся книга в области философии и теологии» (American Association of University Publishers) за «The Holocaust in Historical Context»
- 1999 — Lucas Prize[англ.] (Тюбингенский университет)
- 2007 — National Jewish Book Award за 4-й том «The Cambridge History of Judaism, The Late Roman-Rabbinic Period»
- 2007 — National Jewish Book Award (второе место) за «Wrestling with God: Jewish Theological Responses During and After the Holocaust»